# Калид
Калид Донъл Робинсън (на английски: Khalid Donnel Robinson) е американски ритъм енд блус певец и автор на песни.
Роден е на 11 февруари 1998 година във Форт Стюарт, щата Джорджия, в семейство на военни, което заради работата си се мести неколкократно и прекарва шест години в Германия. От ранна възраст се занимава с музика и получава широка известност през 2016 година с песента си „Location“.